# Pécsi egyházmegye
A Pécsi egyházmegye (latinul: Dioecesis Quinque Ecclesiensis) a római katolikus egyház egyik magyarországi egyházmegyéje, amit Szent István király alapított 1009-ben. Az egyházmegye püspöki székhelye Pécs.
Katedrálisa pedig a pécsi Szent Péter- és Szent Pál-székesegyház.

## Terület
Tolna és Baranya vármegye teljes területe, továbbá Somogy vármegye délkeleti falvai alkotják az egyházmegyét.

### Szomszédos egyházmegyék
- Pozsegai egyházmegye (délnyugat)
- Kaposvári egyházmegye (északnyugat)
- Székesfehérvári egyházmegye (észak)
- Kalocsa-Kecskeméti főegyházmegye (északkelet)

## Történelem
Kristó Gyula szerint Baranyában a fekete magyarok laktak, akiket I. István magyar király legyőzött 1009 előtt. Az ő legyőzésük után tudták csak megalapítani a Pécsi püspökséget.
A pécsi egyházmegye alapító okirata 1009. augusztus 23-án kelt oklevél, amelyet Azo pápai legátus jelenlétében írtak alá Győrben. Ez tartalmazza a püspökség határleírását, ami a következő: a Duna, a Száva, a Bródnál beléfolyó Lisnice, a Baranya vármegye és Somogy vármegye határait alkotó Alma patak, a Tolnát határoló Lápa és Ozora (Sió) vizek, valamint Fejér vármegye felé Tápé és Zemony (Dunaföldvár) falvak. Csak a 13. századi szávaszentdemeteri per során szúrták be a „Kőárok” határt, ami a Sirmiumba vezető római aquaeductus vonala volt. A határleírás alapján tehát a pécsi püspökség hatásköre az alapításkor Tolna, Baranya és Valkó vármegyékre, valamint a Szerémségben lévő Bolgyánvár határispánságra (marchia) terjedt ki.
A középkorban a bencések, a ciszterciek, premontrei rend, a domonkos-rend, a ferences rend, a karmeliták voltak jelen az egyházmegye területén, továbbá a templomosok és a johannita rend, mint lovagrendek is képviseltették magukat. Ebben az időben az ország leggazdagabb egyházmegyéje volt.
1543-ban az Oszmán Birodalom elfoglalta Pécset, és ezzel együtt az egyházmegyét is. Bár a püspöki tisztséget a hódoltság idején is betöltötték, de az aktuális pécsi püspök nem járt az egyházmegye területén. Ebben az időben 60-70 falu volt római katolikus az egyházmegye területén, az ő lelki gondozását a jezsuiták és a ferences rendiek végezték.
A törökök elűzése utáni időkben fokozatosan tértek vissza a szerzetesrendek: ferencesek (1687), domonkosok (1690), pálosok (1694), kapucinusok (1698) és ágostonosok. 1703-ban I. Lipót király visszaadta az egyháznak korábbi területeit. 1736-ban ismét megindult a teológiai képzés, felépült a papnevelde. 1780-ban Pécs szabad királyi város lett, így az egyház elvesztette joghatóságait, továbbá a püspök főispánságát.
1832-ben a frissen épült joglíceumba költöztették át Klimó György Püspöki Könyvtárat. Az 1850-es években Girk György püspök letelepítette az Irgalmas Nővérek rendjét a városban.
Az 1950-es évek államosítása nyomán a papi képzés megszűnt, az egyház földjeit elvette az állam. A rendszerváltás után ezek a földek visszakerültek az egyház birtokába, és ismét folyt teológiai oktatás. 1991-ben Pogányba látogatott II. János Pál pápa.

## Szervezet

### Az egyházmegyében szolgálatot teljesítő püspökök
| Fénykép | Név, beosztás                          | Születési helye, ideje                | Kinevezés dátuma |
| ------- | -------------------------------------- | ------------------------------------- | --- |
|         | Felföldi László Pécsi püspök           | Geszteréd, 1961. február 4. (64 éves) | 2020. november 16.                                                                                                   |
|         | Mayer Mihály nyugalmazott pécsi püspök | Kisdorog, 1941. január 31. (84 éves)  | pécsi segédpüspöknek kinevezve: 1988. december 23. Pécsi püspök: 1989. november 3. Nyugállományban: 2011. január 19. |

### Esperesi kerületek
Az egyházmegyében 9 esperesi kerület található:
- Pécsi esperesi kerület
- Siklósi esperesi kerület
- Mohácsi esperesi kerület
- Komlói esperesi kerület
- Szigetvári esperesi kerület
- Szekszárdi esperesi kerület
- Paksi esperesi kerület
- Dombóvári esperesi kerület
- Tamási esperesi kerület